# 耶罗尼米斯·博斯
耶罗尼米斯·博斯（荷蘭語：Jheronimus Bosch，荷蘭語發音：[jeˈɾoːnimʏs ˈbɔs]，1450年—1516年8月9日），又名希耶罗尼米斯·博斯（荷蘭語：Hiëronymus Bosch，荷蘭語：[ɦijeːˈroːnimʏz ˈbɔs] ⓘ）或耶伦·博斯（荷蘭語：Jeroen Bosch），原名耶罗尼米斯·范阿肯（荷蘭語發音：[jeˈɾoːnimʏs vɑn ˈaːkə(n)]），荷蘭十五至十六世紀作品豐富的畫家。他的多數畫作描繪罪惡與人類道德的沉淪。博斯以惡魔、半人半獸甚至是機械的形象來表現人的邪惡。他的圖畫複雜，有高度的原創性、想像力，並大量使用各式的象徵與符號，其中有些甚至在當代也非常晦澀難解。博斯被認為是20世紀的超現實主義的啟發者之一。

## 生平
其原名为耶罗尼米斯·范阿肯（Jheronimus van Aken），意思是「亞琛來的人」。他在一部份畫作上署名Bosch（荷蘭文，音近英文Boss），取自他的出生地斯海爾托亨博斯。在西班牙文中他則多被稱為El Bosco。
博斯出生於繪畫世家，他的雙親分別是荷蘭與德國人。他大部分的人生都在斯海爾托亨博斯渡過，這是十五世紀當時布拉班特（今荷蘭南部）一個熱鬧的城市。1463年時，約13歲的他可能曾目睹在當地發生的嚴重火災。不久之後他成為知名的畫家，甚至曾接到海外的委託。1488年他加入了圣母兄弟會，一個極端保守的信仰組織，由40位斯海爾托亨博斯當地有權勢的市民，以及歐洲各地7000多名的會員組成。

## 風格

收藏於馬德里普拉多博物館的《人間樂園》，是波希1503年至1504年間的作品。

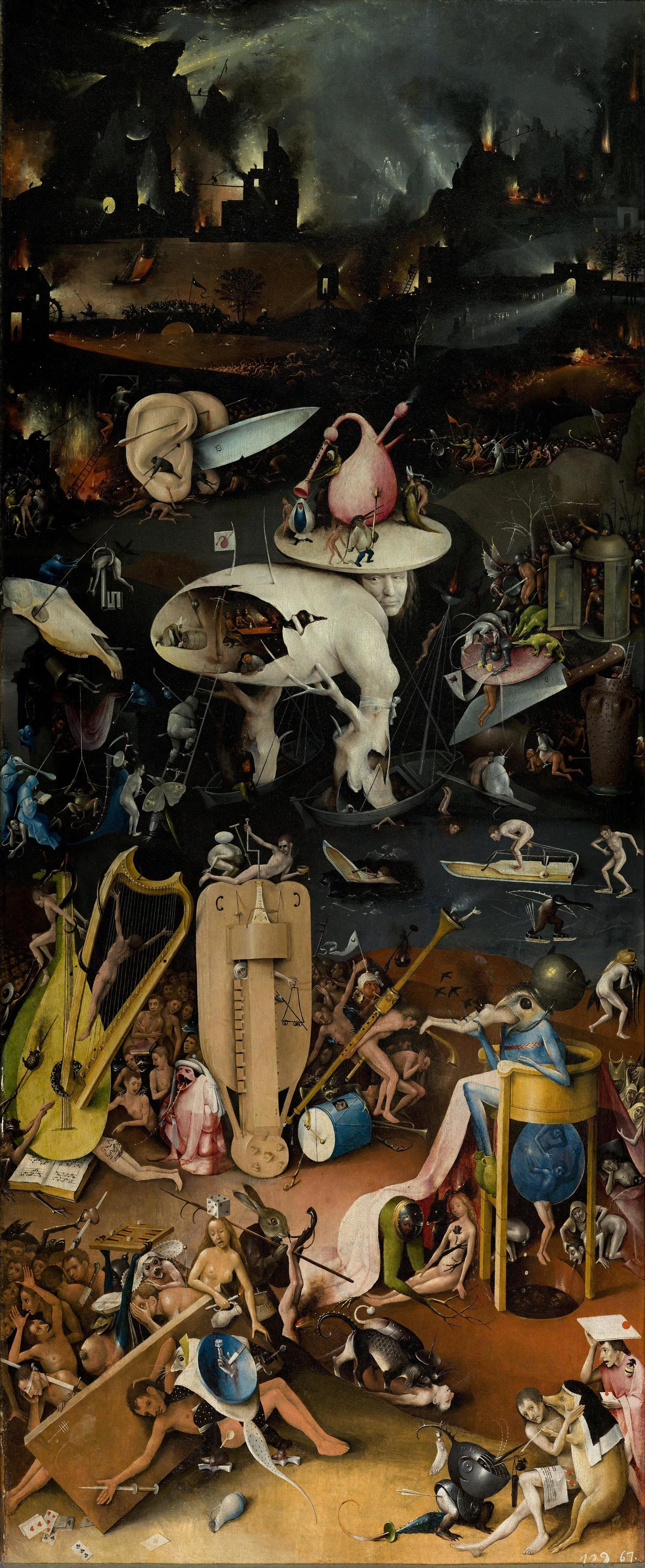
《地獄》，樂園的右幅。

死亡和守财奴, ca 1500–10, 华盛顿国家艺术馆

博斯製作了多幅三联畫──繪在三片接合起來的木質屏風上的畫作，其中最有名的是《人间乐园》（亦作《塵世樂園》）。這件三連畫的左幅，描繪了樂園中的亞當與夏娃與眾多奇妙的生物；中幅以大量裸身的人體、巨大的水果和鳥類描寫人間的樂園；右幅則是地獄的情境，充斥著大量造型奇幻的獄卒，以各式怪異的酷刑逞罰罪人。三件畫作合起時，觀賞者可見上帝創造地球的灰色裝飾畫。
這些畫作有一層較粗糙的顏料表層，與傳統弗拉芒風格，以平滑的表面修飾人為的不自然的手法大異其趣。
到了晚年時，博斯的風格已有所轉變，改以描繪大型、接近觀賞者的人物為表現方式。代表作是《戴刺冠的基督》（Christ Crowned with Thorns）。
博斯從未在畫作上註明日期，也僅在部分作品上簽名（某些簽名則被認為並非本人）；總括來說，目前確認出自博斯之手的畫作，僅有25幅。西班牙國王腓力二世在博斯死後收藏了他的大部分作品，因此目前西班牙馬德里的普拉多美術館收藏了博斯最多的作品，包括《人間樂園》。
稍晚期的弗拉芒畫家老彼得·布呂赫爾受博斯影響，其作品風格與博斯相當近似，如1562年之《死亡的勝利》。

## 作品列表
博斯的各式畫作可能有不同的譯名。在此採用英文名稱；連結將連入英文維基百科。

### 已完成的三聯畫（Triptych）
- Haywain (1500–1515)
- 《人間樂園》（作于1490-1510年间）
- 《聖安東尼的誘惑》（The Temptation of St. Anthony）
- 《最後的審判》（The Last Judgement，1482年）
- 《東方三賢者的朝拜》（The Epiphany (The Adoration of the Magi)，1510年）
- The Crucifixion of St Julia

### 未完成的三聯畫
- Christ Carrying the Cross （Madrid 版本）
- Christ Carrying the Cross （1515-1516）
- The Last Judgement （1506-08）
- 記註為1494年後；曾為三連畫但現今其他部分已佚失：
  - The Ship of Fools
  - Allegory of Gluttony and Lust
  - Death of the Miser

### 油彩畫
- Adoration of the Child
- Christ Carrying the Cross (1480s)
- Christ Crowned with Thorns (1495-1500)
- Christ Crowned with Thorns (El Escorial 版本)
- Crucifixion With a Donor (1483後)
- Death of the Reprobate
- Ecce Homo (1476後)
- Ecce Homo (1490s)
- St. Jerome at Prayer (c. 1505)
- St. Christopher Carrying the Christ Child (1490–1500)
- St. John the Baptist in the Wilderness (1495後)
- St. John the Evangelist on Patmos (1490後)
- The Conjurer (1500s)
- The Extraction of the Stone of Madness (The Cure of Folly) (1500後)
- The Marriage Feast at Cana (1500)
- The Seven Deadly Sins and the Four Last Things (1500–1510)
- The Wayfarer
- 1490後收藏於威尼斯總督府的四張系列木板畫：
  - Ascent of the Blessed
  - Terrestrial Paradise
  - Fall of the Damned
  - Hell

### 素描
- Animal Studies
- Beehive and Witches
- Beggars
- Beggars and Cripples
- Christ Carrying The Cross
- Death of the Miser
- Group of Male Figures
- Mary and John at the Foot of the Cross
- Nest of Owls
- Portrait of Hieronymus Bosch
- Scenes in Hell
- Studies
- Studies of Monsters
- Temptation of St Anthony
- The Entombment
- The Hearing Forest and the Seeing Field
- The Ship of Fools
- The Ship of Fools in Flames
- Tree-Man
- Two Caricatured Heads
- Two Monsters
- Two Witches
- Witches

## 瑣事
在2004年「最偉大的荷蘭人（De Grootste Nederlander）」中，博斯居於第63位。

## 大眾文化
- 在作家邁克爾‧康奈利的小說中，主角之名Hieronymus Harry Bosch即是以博斯為靈感。此外，在康奈利2001年的作品「A Darkness More Than Night」情節中，博斯的畫作有重要的份量。
- 童書繪本「Pish, Posh, Said Hieronymus Bosch」中，博斯畫作中的各種生物，在一位畫家與他的女友家裡變成活生生的生命。
- 香港小說家董啟章在他的《自然史三部曲》系列小說的《時間繁史‧啞瓷之光》裡有講述關於博斯（在小說中譯作「波殊」）的畫作的情節。在題為〈E=mc²〉的小說章節裡，小說人物卉茵透過自身的家庭悲劇來詮釋博斯的其中一幅畫作《The Ship of Fools》的含意。[3]
- 在神秘博士廣播劇「Maelstrom」中，第六任博士的同伴Hebe Harrison向同行者形容自己在深水下看到了「地獄」，就像博斯畫的一樣。

## 外部連結
- Religious Paintings
- High quality Bosch images （页面存档备份，存于）
- Hieronymus Bosch at Artcyclopedia （页面存档备份，存于）
- Hieronymus Bosch at Olga's Gallery （页面存档备份，存于）
- Hieronymus Bosch "Between Heaven and Hell" in the "A World History of Art" （页面存档备份，存于）
- a painting selection of Hieronymus Bosch
- Hieronymus Bosch Gallery at ibiblio （页面存档备份，存于）
- Bosch Universe
- Hieronymus Bosch Action Figures （页面存档备份，存于）
- new interpretation of The Garden of Delights （页面存档备份，存于）
- VA Tech English Dept. Project - Details Hieronymous Bosch paintings and allows for close examination （页面存档备份，存于）